# San Fernando de Henares
San Fernando de Henares ist eine Gemeinde in der Autonomen Gemeinschaft Madrid, etwa 15 km östlich der Stadt Madrid. Sie liegt im Corredor del Henares, ein Teil des Gemeindegebietes gehört zum Parque del Sureste.

## Geographie

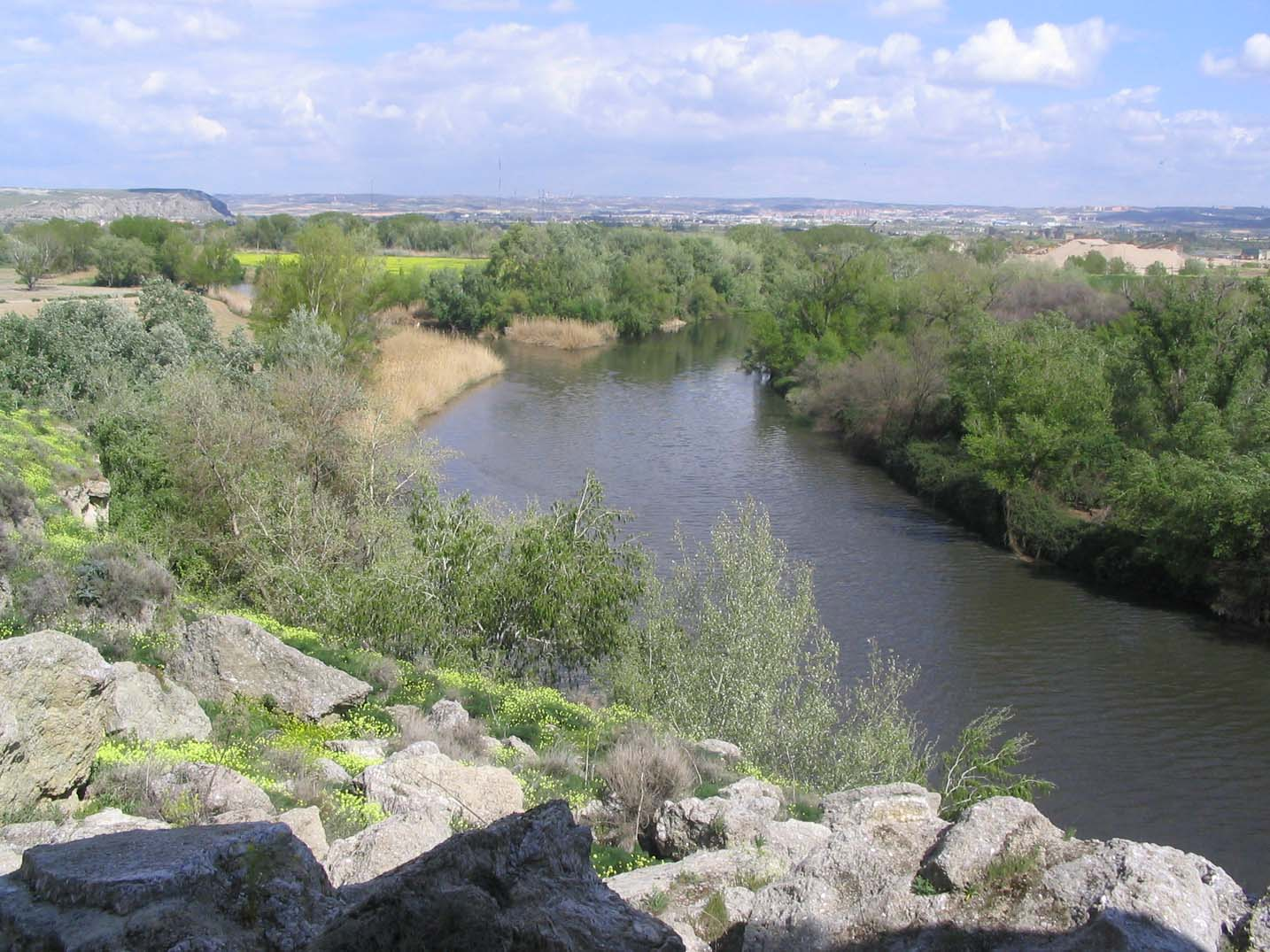
Parque del Sureste: Die Mündung des Manzanares in den Jarama

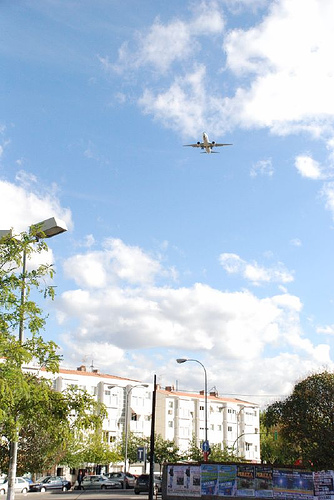
S. Fernando: Flugzeug im Anflug auf Barajas

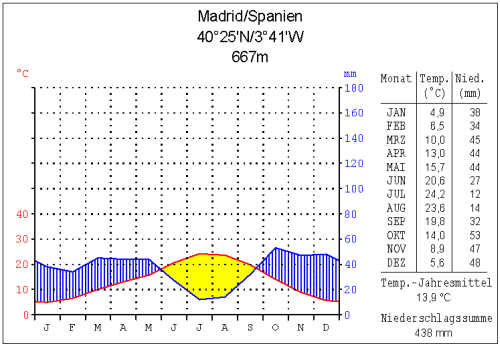
Klimadiagramm von Madrid

### Geographische Lage
Die Region Madrid liegt auf einer Hochebene, die vom Kastilischen Scheidegebirge im Norden und Westen in südsüdöstlicher Richtung bis zum Ufer des Tajo abfällt. Mehrere Flüsse durchziehen das Plateau und haben Niederungen sanft herauserodiert. San Fernando de Henares liegt am Westufer des Jarama. Südöstlich des Stadtzentrums mündet der Henares in den Jarama. Im Norden der Stadt liegt der Internationale Flughafen von Madrid-Barajas.

### Ausdehnung des Stadtgebiets
Im Westen bildet die Avenida de la Cañada und die Avenide de Vicávaro die Grenze zu Coslada, im Norden die Avenide del Jarama und die Carretera de Circunvalacion (Umgehungsstraße) jene zu Madrid. Zu beiden geht die bebaute Fläche ohne Unterbruch über.
Im Osten befindet sich jenseits der Umgehungsstraße landwirtschaftlich genutzte Fläche. Im Südwesten grenzt Paseo de Oria die Siedlungsfläche vom freien Feld ab.

### Nachbargemeinden
- Westen: Die Hauptstadt Madrid und Coslada.
- Nord-Westen: Torrejón de Ardoz.
- Norden: Paracuellos de Jarama.
- Osten: Alcalá de Henares, Torres de la Alameda und Loeches.
- Süden: Mejorada del Campo und Rivas-Vaciamadrid.

### Stadtgliederung
Die Stadt gliedert sich in zwei Kerne: die Stadt westlich des Jarama und den Gewerbepark Parque Empresarial de San Fernando östlich des Jarama und der Ringautobahn M-50 vor den Toren der Nachbargemeinde Torrejón de Ardoz.
Die Stadt kann noch in zwei Teile gegliedert werden: den historischen Kern um die beiden Plätze Plaza España und Plaza de Fernando IV mit seinen konzentrisch um den Kern verlaufenden Straßen und das linear angelegte Wohngebiet südlich der Avenida de San Sebastián.

### Klima
Das Landesinnere von Spanien ist geprägt von ozeanisch-kontinentalem Klima mit kalten Wintern mit Niederschlägen, vereinzelt als Schnee und mit sehr heißen und trockenen Sommern.
Der nahe Fluss Jarama wirkt mildernd auf das Mikroklima.
Siehe auch: Klima Spanien

## Bevölkerung

### Entwicklung
Zwischen 1987 und 2006 stieg die Bevölkerung von 24.586 um 62,9 % auf 40.048 Einwohner an. Seit dem Jahr 1997 werden die Einwohner statistisch nach Herkunft gesondert ausgewiesen.
Der Ausländeranteil von anfänglich 0,7 % stieg auf 13,1 % an. Die Stadt wird vielfältiger und kosmopolitischer. Von den 5.260 (100 %) im Jahre 2006 gemeldeten Ausländern waren die Europäer mit 4.027 Personen (76,5 %) die größte Gruppe. Allerdings stammen nur 207 (3,9 %) aus der EU, 3.820 (72,6 %) sind Europäer aus Nicht-EU-Staaten. 753 Einwohner (14,3 %) stammen aus Südamerika, 243 (4,6 %) aus Afrika (inkl. Nordafrika) und 109 (2,1 %) aus Asien. Der Rest verteilt sich auf die übrigen.
Nach dem Fall des Kommunismus wanderten viele Osteuropäer (Europäer aus Nicht-EU-Staaten) nach Spanien ein und übernahmen dort einfache, körperliche Arbeiten z. B. im Baugewerbe. Aber auch die Gas-Lieferungen, die in Spanien oft noch in Flaschen in die Haushalte kommen und nicht über Gas-Netze, werden oft von Osteuropäern angeliefert. In diesen Gebieten verdrängen sie langsam die Gruppe der Nordafrikaner, die heute teilweise stärker integriert sind und in höhere Schichten aufschließen.

### Sprachen
Die Mehrheit der Bevölkerung spricht Spanisch als Muttersprache. Die Zuwanderer (2006: 13,1 %) bringen eine Vielzahl weiterer Sprachen nach San Fernando. Insbesondere die Gruppe der nicht-EU Europäer hat dabei traditionell eher begrenzte Spanisch-Kenntnisse, während Zuwanderer aus Südamerika oft selbst spanischer Muttersprache sind.
Siehe auch: Sprachen in Spanien

### Religionen
Die Mehrheit der Sanfernandiner ist römisch-katholisch. San Fernando gehört zur Diözese Alcalá de Henares und ist in die drei Pfarrbezirke Nuestra Señora del Templo, Purificación de Nuestra Sra. und los Santos Juan y Pablo gegliedert.
Einwanderer brachten den Islam (aus Nordafrika), den russisch-, und ukrainisch-orthodoxen Glauben (Osteuropa) und weitere Religionen in die Stadt. Keine dieser Gemeinschaften haben Gebetshäuser auf Stadtgebiet. Die nahe Großstadt Madrid bietet allen Religionsgemeinschaften Zusammenkunftsorte.
Katholische Einwanderer finden die Infrastruktur ihrer Kirche vor.
Heute spielt aber auch für viele Menschen Religion nur noch eine untergeordnete Rolle.
Siehe auch: Religion und Weltanschauung in Spanien

## Geschichte
Einführungsartikel: Geschichte Spaniens
1746 kaufte König Philippe V. Land um eine königliche Tuchfabrik auf dem Gebiet von San Fernando de Henares zu gründen. Kurz darauf verstarb er und das Projekt wurde während der Amtszeit von Ferdinand VI. von Spanien (sp.:Fernando VI.) zu Ende gebracht, der Ventura de Argumosa als Gouverneur des Real Sitio (königlichen Länderei) ernannte. Heute gilt 1748 als Gründungsdatum von San Fernando de Henares.
Rund um die Fabrik wurden Wohnungen für die Arbeiter der Tuchfabrik gebaut, die den Kern der heutigen Gemeinde bilden. Gegenüber der Fabrik wurde ein quadratischer Platz angelegt (heute: Plaza España), der mit einer Achse mit einem zweiten runden Platz verbunden wurde (heute: Plaza de Fernando VI.). Dieses Gebiet zusammen mit den ursprünglichen Häusern sind heute unter Denkmalschutz gestellt.
Während der 250 Jahre seiner Geschichte hat San Fernando mehrere Auf- und Niederungen erlebt. Die Tuchfabrik erlebte mehrere Umbauarbeiten und wurde zu einem Hospiz. Die Hauptfassade ist bis heute erhalten und beherbergt die Stadtverwaltung.
Der Real Sitio wurde Mitte des 19. Jahrhunderts an einer öffentlichen Versteigerung verkauft.

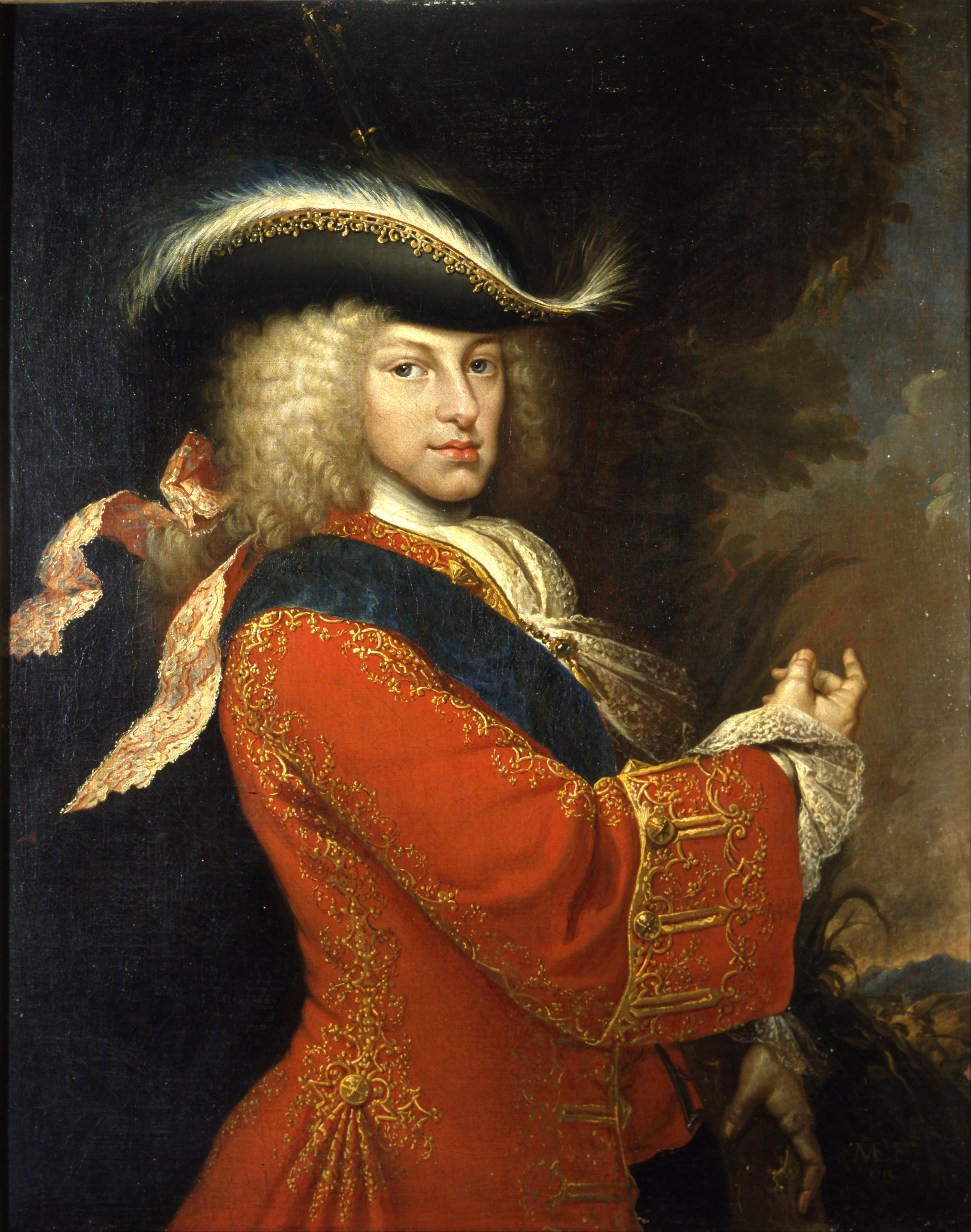
Philipp V. von Spanien kaufte 1746 Land, aus dem später die heutige Gemeinde entstand
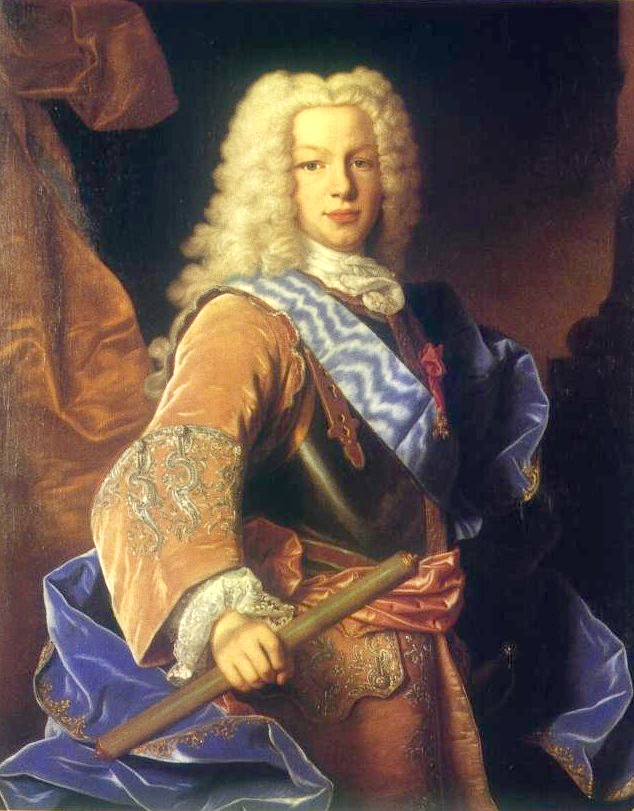
1748 gründete Ferdinand VI. die Tuchfabrik, die zur Keimzelle der Stadt wurde
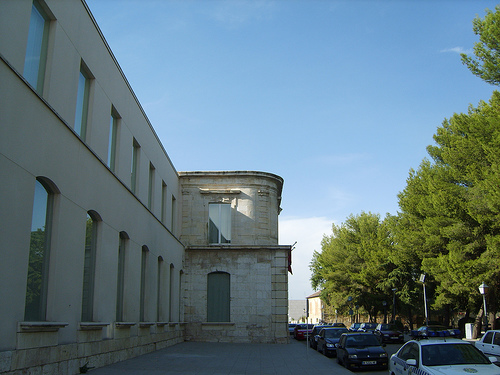
Rathaus mit modernem Anbau

## Politik
Einführungsartikel: Politische Parteien in Spanien

### Hochburg der Izquierda Unida
Neben Rivas-Vaciamadrid ist San Fernando die einzige bedeutende madrilenische Stadt, die vom Parteienbündnis der Vereinigten Linken (sp.: Izquierda Unida) regiert wird.
Auf nationaler Ebene ist die IU eine kleinere Partei um 5 Prozent. Die IU hat ihre absolute Mehrheit im Stadtrat 2007 wieder verloren. Sie blieb meistgewählte Partei.
Bei Wahlen zu Bürgervertretungen auf höherer Ebene (Versammlung von Madrid, Spanischer Kongress oder Europäisches Parlament) tendiert der Souverän zwar mehr zu den beiden großen Parteien. Dennoch liegt das Abschneiden der IU über dem regionalen oder nationalen Schnitt.
| Wähleranteil Izquierda Unida | San Fernando | Madrid     | Spanien    |
| ---------------------------- | ------------ | ---------- | ---------- |
| Kommunalwahlen 2003          | 51,6 % (1)   | 8,8 % (3)  |            |
| Europawahlen 2004            | 9,48 % (3)   | 5,13 % (3) | 4,15 % (4) |
| Congreso 2008                | 9,47 % (3)   | 6,43 % (3) | 4,96 % (3) |
| Asamblea de Madrid 2007      | 17,24 % (3)  | 8,86 % (3) |            |
| Kommunalwahlen 2007          | 38,2 % (1)   | 8,9 % (3)  |            |

Congress IU votes in San Fernando de Henares (jar) 4.790 (1996) 3.159 (2000) 2.981 (2004) 2.070 (2008)

### Gemeinderat
An den ersten Gemeinderatswahlen nach der Demokratisierung erreichte 1979 die Kommunistische Partei Spaniens eine überwältigende Mehrheit. Erster Bürgermeister wurde Angel Fernández Lupión, der nach einigen Monaten im Amt dieses an Enrique Guerra López abgab.
Bei den Gemeinderatswahlen vom April 2007 hinterließ der Rückzug der Alkaldin (Bürgermeisterin) von San Fernando Montserrat Muñoz aus der Kommunalpolitik eine Lücke bei der Izquierda Unida (IU). Diese verlor die absolute Mehrheit, fuhr ihr schlechtestes Ergebnis seit 1991 ein und ist gleichauf mit der konservativen Volkspartei (PP). Eine Koalition zwischen Sozialisten (IU) und Sozialdemokraten (PSOE) machte Julio Setién (IU) – zuvor Alcalde Teniente (Vize-Bürgermeister) – zum Alcalde.
In seiner Botschaft an die Bürger von San Fernando nennt Setién die Ziele für die Legislatur:
„Ahora tenemos por delante cuatro años apasionantes, en los que vamos a culminar la construcción y rehabilitación del centro histórico, a poner en pie cientos de viviendas baratas, a dotarnos de una red de aparcamientos, a crear nuevos parques y a construir nuevas instalaciones deportivas, culturales, sanitarias y deportivas. Mejoraremos los barrios más antiguos y ofreceremos más actividades a los jóvenes, contribuiremos a la creación de miles de puestos de trabajo y tendremos una ciudad más limpia.“

„Jetzt haben wir vier spannende Jahre vor uns, in denen wir den Bau und die Sanierung des historischen Zentrums auf einen Höhepunkt treiben werden, hunderte von preiswerten Wohnungen in Angriff nehmen werden, uns ein Netz von Parkplätzen geben werden, neue Parks schaffen, neue Sport-, Kultur- und Gesundheitsstätten konstruieren werden. Wir werden die ältesten Viertel verbessern und werden der Jugend mehr Freizeitaktivitäten bieten, wir werden uns der Schaffung von tausenden von Arbeitsplätzen widmen und wir werden eine sauberere Stadt haben.“

Setién nimmt sich also die für die Sozialisten/Kommunisten klassischen Politikfelder vor.
Montserrat Muñoz, die Alcaldesa (Bürgermeisterin) in den Jahren 1999 bis 2007, zog als Nachrückerin für Angel Pérez im Juli 2007 als Abgeordnete in den Congreso de los Diputados (Abgeordnetenkongress) und hat dort einen der fünf gesamtspanischen bzw. einen der beiden Madrider Sitze der Izquierda Unida der VIII. Legislatur inne. Die Minderheitsregierung der PSOE wird neben den Parteien ERC, CiU und PNV von der IU gestützt. Bei den spanischen Parlamentswahlen 2008 verlor die IU ihren zweiten Sitz im Wahlkreis Madrid, so dass Montserrat Muñoz nicht mehr dem Congreso angehört.

#### Sitzverteilung im Gemeinderat 1987 bis heute
Bei den Kommunalwahlen von 2007 erreichte der Partido Popular sein bestes Ergebnis im Beobachtungszeitraum seit 1987. Im Gegenzug war das Ergebnis der Sozialisten (IU) das schlechteste seit 1991 und sie verloren die absolute Mehrheit, die sie seit 1999 innehatten. Nur die kleinste Partei im Stadtrat, die PSOE konnten ihr noch durch eine Koalition auf die Regierungsbank helfen.

#### Gemeinderäte der Regierungsmannschaft
- Alcalde (Bürgermeister) und Vorsitzender: Julio Setién Martínez (IU)
- 1. Stellvertreter des Alcalde. Ressort öffentlicher Boden und Wohnungsbau: Manuel González Rojo (PSOE)
- 2. Stellvertreter des Alcalde. Ressort Finanzen, Jugend, Kinder und Heranwachsende: María Paz Romero Urbano (IU)
- 3. Stellvertreter des Alcalde. Ressort Territorialpolitik (Städtebau, Industrie, Umwelt): Joaquín Martínez Martínez (IU)
- 4. Stellvertreter des Alcalde. Ressort Bürgersicherheit, Verkehr, Transport und Zivilschutz: Carmen Muñoz Paredes (PSOE)
- 5. Stellvertreter des Alcalde. Ressort Erziehung und Sport: Ángel Moreno García (IU)
- 6. Stellvertreter des Alcalde. Ressort Kultur und Feste: Francisco Javier Corpa Rubio (PSOE)
- 7. Stellvertreter des Alcalde. Ressort Sozialwesen: Isabel Álvarez Muñoz (IU)
- Ressort Personal, Inneres und Bürgerliche Teilnahme: María Antonia Arenas Laserna (IU)
- Ressort Infrastruktur, öffentliche Arbeiten und Dienstleistungen: Alberto López Cabrera (IU)
- Ressort Stadtentwicklung, Arbeit und Ausbildung, Frau und Zusammenarbeit bei der Entwicklung: Mercedes Varas Gutiérrez (IU)
- Ressort Gesundheit und Konsum: María Asunción Fernández Cubero (PSOE)
- Gewerbe und Neue Technologien: Ramón Selles Díaz (PSOE)

#### Gemeinderäte der Opposition
- Eusebio González Castilla (Sprecher) (PP)
- María Rosa Delgado Arenas (Vize-Sprecher) (PP)
- Jesús Cubero Herranz (Vize-Sprecher) (PP)
- José Carlos Nieto Díaz (PP)
- Ana Melara Machuca (PP)
- Manuel Núñez Malvar (PP)
- María José Barceló Calvo (PP)
- Jesús Silvestre Maqueda (PP)

#### Liste der Bürgermeister
| Zeit      | Bürgermeister          | Partei | Regierung |
| --------- | ---------------------- | ------ | --------- |
| 1979      | Angel Fernández Lupión | PCE    |           |
| 1979 - ?  | Enrique Guerra López   |        |           |
| …         | …                      | …      |           |
| 1995–2007 | Monserrat Muñoz        | IU     | IU        |
| seit 2007 | Julio Setién Martínez  | IU     | IU / PSOE |

### Europäische Verfassung
Am Referendum für die Europäische Verfassung 2005 nahmen 42,60 % der stimmberechtigten Sanfernandiner teil und nahmen sie mit 76,93 % Ja-Stimmenanteil an. Damit waren die Sanfernandiner etwas engagierter und etwas europafreundlicher als die Gesamt-Madrider: Wahlbeteiligung 41,65 %. Ja für die Verfassung 74,11 %.

## Kultur und Sehenswürdigkeiten

### Bauwerke

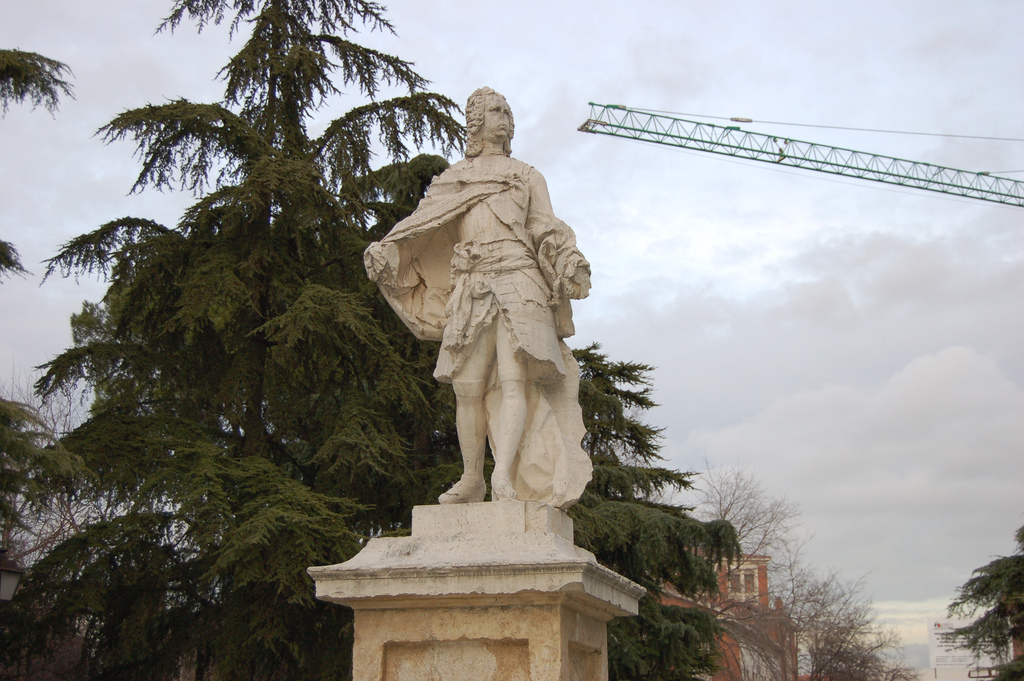
Statue des von Ferdinand VI auf der Plaza Fernando IV

Rund um die Plaza España und die Plaza de Fernando IV ist San Fernando noch wie zur Zeit seiner Gründung. Der Ortskern wurde als Conjunto histórico-artístico deklariert.
An Ersterem steht noch die alte Tuchfabrik, die heute die Stadtverwaltung beherbergt, und die Häuser der Fabrikarbeiter. Außerdem befindet sich hier das Archiv der Stadt mit historischen Dokumenten von der Stadtgründung bis heute.
Auf Letzterem steht die Statue von Fernando VI, die 1844 vom Königspalast hierher gebracht wurde.
Der Palacio de Aldobea ist ein mittelalterliches Fort und wird heute für Freizeitveranstaltungen genutzt.

### Naturdenkmäler
Die Auen des Jarama und des Henares und der Parque del Sureste dienen den Sanfernandinern als Naherholungsgebiete.
An der Glorieta de Europa an der Umgehungsstraße beginnt die Ulmen-Allee Paseo de los chopos, die zum Naturpark führt.

### Sport
Sein Fußballverein, der Club Deportivo San Fernando de Henares spielt in der Tercera División, der spanischen Dritten Liga und erreichte in der Saison 2006/2007 Platz 3.

### Regelmäßige Veranstaltungen
- 30. Mai, Fiestas de San Fernando. Stadtheiliger. Während der ganzen Woche findet ein Jahrmarkt statt. Zusätzlich Flohmärkte, Sport- und Kulturveranstaltungen.
- 3. Februar, Día de la Candelaria auch Día de la tortilla genannt. Karnevalstradition.

### Kulinarische Spezialitäten
siehe auch: Kastilische Küche

## Wirtschaft und Infrastruktur
Das BIP/Kopf lag 2002 in San Fernando bei 26.204 € (provisorisch / 2003: 27.513 € Fortschreibung). Zum Vergleich: In der gesamten Autonomen Gemeinschaft lag das Pro-Kopf-BIP bei 22.591 €. Das BIP/Kopf der EU-27 lag 2006 (also vier Jahre später) bei 23.400 €, jenes von Deutschland bei 28.000 €, jenes von Österreich bei 31.100 €. San Fernando ist Teil des überdurchschnittlich starken europäischen Ballungsraumes Madrid.

### Verkehr

#### Flughafen
Sechs Kilometer nördlich des Gewerbegebietes von San Fernando liegt der Internationale Flughafen von Madrid-Barajas.

#### Individualverkehr
Madrid ist von den drei Autobahnringen umgeben, dem innersten M-30, dem mittleren M-40 und dem äußeren M-50. Westlich von San Fernando, noch jenseits der westlichen Nachbarstadt Coslada führt die M-40 vorbei. Über die Landstraße M-206 San Fernado – Torrejón de Ardoz gelangen Verkehrsteilnehmer östlich zur M-50 (Auffahrt 21).
Der halbe Ring M-45 geht südlich von San Fernando von der M-50 ab und bildet im Süden von Madrid eine zusätzliche Ring-Autobahn. Etwas weiter südlich der M-45 führt noch die Entlastungs-Autostraße R-3 nach Madrid im Westen bzw. in südöstlicher Richtung nach Arganda del Rey und von dort auf die A-3.
Strahlenförmig vom Zentrum Madrid gehen die großen Autobahnen ab. Unter ihnen die A-2, die Autovía del Nordeste nach Zaragosa – Barcelona, die S. bei Kilometer 15 nördlich tangiert.

#### ÖPNV

##### Stadtbus (líneas urbanas)
- 1: Parque Roma ↔ Polígono Industrial
- 2: Barrio de la Estación ↔ Av. Suiza C.I.T.I

##### Regionalbus (líneas interurbanas)
- 822: Madrid (Aeropuerto) ↔ Coslada ↔ S. Fernando de Henares
- 281: Madrid (Avda. América) ↔ S. Fernando de Henares
- 282: Madrid (Avda. América) ↔ S. Fernando de H. ↔ Mejorada del Campo
- 283: Madrid (Avda. América) ↔ Coslada ↔ S. Fernando de H.
- 284: Madrid (Avda. América) ↔ Velilla ↔ Loeches
- 285: Madrid (Avda. América) ↔ Velilla ↔ Arganda
- 286: Madrid (Ciudad lineal) ↔ Coslada (ciudad 70)
- 287: Madrid (Vicalvaro) ↔ Coslada (Barrio de la Estacion)
- 288: Madrid (Ciudad lineal) ↔ Coslada ↔ San Fernando
- 289: Madrid (Ciudad lineal) ↔ Coslada

##### Nachtbus (líneas nocturnas)
- N21: Madrid (Ciudad lineal) ↔ Coslada ↔ San Fernando ↔ Mejorada del Campo

##### Metro Madrid
Am 5. Mai 2007 wurde die Verlängerung der Linie 7 der Metro Madrid eingeweiht. San Fernando bekam 3 U-Bahn-Stationen. Die Stationen San Fernando, Jarama und Henares gehören zur Tarifzone B1.

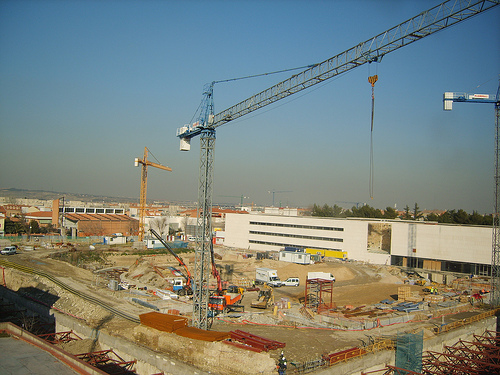
Bau der Metroverlängerung
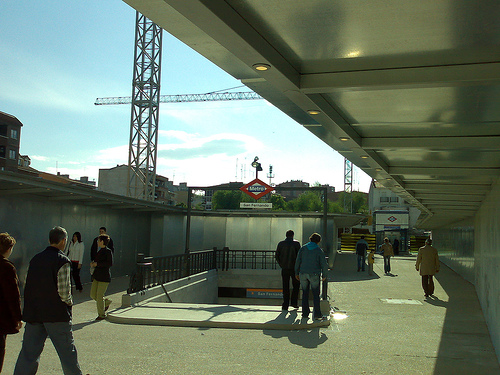
Eingang zur Station San Fernando
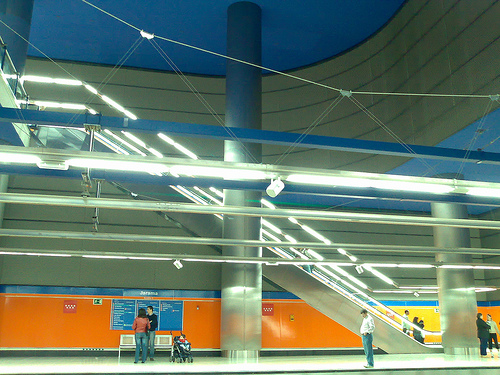
Station Jarama
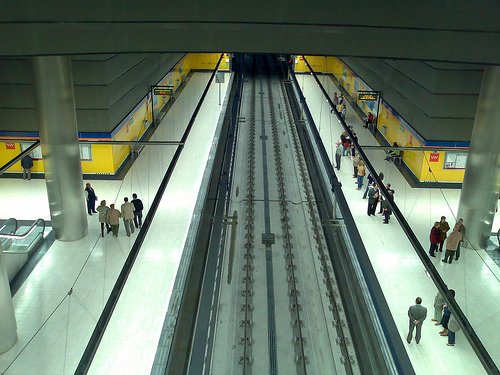
Henares. Bis 2008 Endstation der Linie 7

siehe auch: Metro Madrid

### Medien

#### Zeitungen
- La Quincena: periódico local del corredor del henares (Lokalzeitung für die Gemeinden im Corredor del Henares)[12]
- PERIODICOMercado (Kleinanzeigen)[13]

Für regionale und überregionale Zeitungen siehe: Liste spanischer Zeitungen

#### Radio
- Onda Cero Alcalá
- Onda Cero Coslada
- Radio Sensacíon
- SER Henares, lokaler Ableger der nationalen Radiokette Cadena SER, aus Alcalá de Henares auf 103,1 MHz
- RK-20

#### Fernsehen
- Telecorredor, Lokalsender des Corredor del Henares auf Kanal 38 UHF[14]

Für regionale und überregionale Fernsehsender siehe: Liste der Fernsehsender in Spanien